# Менандер (гностик)
Вижте пояснителната страница за други личности с името Менандер.
Менандер (на гръцки: Μένανδρος; Menander) е през 1 век самарянски гностик, магьосник, ръководител на Симонианците и учител.
Той е ученик и последовател на Симон Влъхва (Симон Магус) в Рим по времето на император Клавдий.
Споменава се в произведенията на Ириней, Тертулиан и други.
Той създава училище в Антиохия.